# Бостандицький сільський округ (Казталовський район)
Бостанди́цький сільський округ (каз. Бостандық ауылдық округі, рос. Бостандыкский сельский округ) — адміністративна одиниця у складі Казталовського району Західноказахстанської області Казахстану. Адміністративний центр — село Бостандик.
Населення — 1631 особа (2021; 2038 у 2009, 2313 у 1999, 2344 у 1989).
Станом на 1989 рік існувала Бостандицька сільська рада (села Бостандик, Караколь).

## Склад
До складу округу входять такі населені пункти:
| Населений пункт | Старі назви | Населення, осіб (1989) | Населення, осіб (1999) | Населення, осіб (2009) | Населення, осіб (2021) |
| --------------- | ----------- | ---------------------- | ---------------------- | ---------------------- | ---------------------- |
| Бостандик, село | -           | 1861                   | 1922                   | 1769                   | 1551                   |
| Караколь, село  | -           | 483                    | 391                    | 269                    | 80                     |